# Salomon Jaszuński
Salomon Jaszuński pseud. Justyn, J. Rada, J. Bacewicz (ur. 10 listopada 1902 w Łodzi, zm. 26 lipca 1938 nad Ebro) – językoznawca, publicysta i działacz komunistyczny, uczestnik wojny domowej w Hiszpanii.
Syn kupca Ignacego i Rozalii Harkawi. Uczęszczał do gimnazjów w Łodzi i w Moskwie, a maturę zdał eksternistycznie w Wilnie w 1921, następnie studiował sanskryt i slawistykę na UJK we Lwowie i na UJ w Krakowie; był jednym z najzdolniejszych i najbardziej pracowitych seminarzystów Kazimierza Nitscha, pod którego kierunkiem napisał kilka artykułów opublikowanych w czasopiśmie „Język Polski”.
Działacz najbardziej lewicowej frakcji OMS „Życie”, członek Komitetu Okręgowego (KO) Związku Młodzieży Komunistycznej (ZMK; od 1930 KZMP), Krakowskiego Komitetu MOPR, a od 1925 członek KPP. Sekretarz okręgowy KPP w Krakowie, potem na Górnym Śląsku. Członek Redakcji Centralnej i Sekretariatu Krajowego KC KPP. Współpracownik „Przeglądu Społecznego”, legalnego pisma komunistycznego. Kierownik krajowej redakcji „Czerwonego Sztandaru”. Za działalność komunistyczną kilkakrotnie aresztowany i więziony, co uniemożliwiło mu ukończenie pracy doktorskiej. Aresztowany ponownie w 1931 r. Zwolniony za kaucją w 1932 r.  Wysłany został przez KPP do Berlina, następnie do Kopenhagi, gdzie kontynuował działalność partyjną. W 1937 redagował w Paryżu „Dziennik Ludowy”, pismo dla polskiej emigracji.
Na początku 1938 wyjechał do Hiszpanii, gdzie brał udział w wojnie domowej jako zastępca komisarza politycznego Brygady im. Dąbrowskiego. Zginął w bitwie nad Ebro.
Odznaczony pośmiertnie Orderem Virtuti Militari V kl. w 1945.
Jego artykuły językoznawcze zebrano i przedrukowano zbiorczo po II wojnie światowej w publikacji:
- Salomon Jaszuński: Prace językoznawcze. Red. Antonina Obrębska-Jabłońska. Warszawa: Państwowe Wydawnictwo Naukowe, 1953, s. 94 + [2].

Instytut Pamięci Narodowej umieścił informację na temat Salomona Jaszuńskiego.